# Prva ljubav
Prva ljubav zagrebački je pop rock sastav osnovan 1978. godine.

## Povijest sastava
Prvu ljubav osnovao je 1978. godine skladatelj i producent Josip Ivanković, kao prvi teen sastav na prostoru bivše Države. Po uzoru na strane tinejdžerske projekte Prva ljubav je zamišljena kao sastav trinaestogodišnjaka koji sviraju rock and roll izvedbom prilagođen njihovim vršnjacima.
Prvim singlom "Dosta mi je mode"/"Hej mala cakana" iz 1978. godine postigli su veliku popularnost, međutim vrlo brzo se pročulo da iza studijskih snimki ustvari stoje iskusni glazbenici Vedran Božić i Peco Petej. Unatoč toj činjenici Prva ljubav je postao jedan od najpopularnijih sastava u tom razdoblju što je rezultiralo objavljivanjem još nekoliko singlova.
Prvi studijski album pod nazivom Prva ljubav objavili su 1979. godine. Autor glazbe i tekstova bio je Ivanković, a teme su se nastavile baviti tinejdžerskom problematikom i odrastanjem poput prvog poljubca, prvog plesa, prve ljubavi i slično. Iste godine nakon objavljivanja albuma uputili su se na svoju prvu turneju gdje su održali oko 40 koncerata. Ivanković je kao predizvođače izabrao svoje prijatelje, sastav Drugi način. U Beogradu na Stadionu JNA pred 100.000 posjetilaca sviraju na koncertu Bijelog dugmeta, a 1981. godine kao predizvođači na beogradskom Hipodromu nastupaju prije britanskog heavy metal sastava Iron Maiden.
Drugi album Naši vršnjaci izlazi 1980. godine i vrlo je sličan njihovom prvijencu te je popraćen s češćim uživo nastupima. Godine 1981. u sastav dolazi pjevačica Sanja Doležal, kojoj je to bilo prvo pojavljivanje u javnosti. Sa Sanjom snimaju album Privatno koji izlazi 1981. godine te Kad ostanemo sami 1982. godine. Materijalom na ova dva albuma okrenuli su se više zrelijoj pop publici, što je na kraju rezultiralo sve manjim brojem prodanih primjeraka albuma. Prije nego što su se razišli 1982. godine snimili su Dinamovu himnu.

## Nakon raspada
- Josip Ivanković se nakon Prve ljubavi okrenuo tamburaškoj glazbi i sastavu Zlatni dukati.
- Mate Matišić posvetio se jazz glazbi i danas je jedan od najboljih jazz-gitarista u zemlji. Također se posvetio pisanju drama i filmskih scenarija (Život sa stricem, Priča iz Hrvatske).
- Sanja Doležal prelazi na zabavnu glazbu gdje je sa sastavom Novi fosili ostvarila vrlo zavidnu karijeru.
- Tomislav Šojat radio je sa sastavima Azra i Aerodrom te postao je studijski glazbenik, dok su se Mario Lekić i Galib Čaušević prestali baviti s glazbom.

## Diskografija
Singlovi
- 1978. - "Dosta mi je mode"/"Hej, mala cakana" (Jugoton)
- 1978. - "Hej, mala, nepravi se luda"/"Prva ljubav i rock and roll" (Jugoton)
- 1979. - "Poljubit ću te drugi put"/"Kuži Mile što je pravi rock" (Jugoton)
- 1979. - "Nisam kriv"/"Ma, nema veze" (Jugoton)
- 1980. - "Zagrli me"/"Čekamo limun" (Jugoton)

Albumi
- 1979. - Prva ljubav (Jugoton)
- 1980. - Naši vršnjaci (Jugoton)
- 1981. - Privatno (Jugoton)
- 1982. - Kad ostanemo sami (Jugoton)